# Obelisk-Nunatak
Der Obelisk-Nunatak (russisch Нунатак Обелиск Nunatak Obelisk) ist ein isolierter Nunatak im ostantarktischen Mac-Robertson-Land. Er ragt in den Prince Charles Mountains auf.
Russische Wissenschaftler benannten ihn deskriptiv.